# Loderigo d’Andalo
Loderigo d’Andalo (ur. 1210, zm. 1293) – patrycjusz boloński, założyciel Zakonu Błogosławionej i Cudownej Maryi Panny, brat błogosławionej Diany Andalo.
Pochodził z zamożnej rodziny bolońskiej należącej do stronnictwa gibelinów. W 1233 r. założył zakon, który uzyskał akceptację papieską w 1263 r. W 1267 r. wstąpił do klasztoru w Ronzano, gdzie spędził resztę życia.
Został niekorzystnie przedstawiony przez Dantego w Boskiej komedii.